# Mushraif
Mushraif (in arabo مشرف‎?) è una comunità dell'Emirato di Dubai, negli Emirati Arabi Uniti. Si trova nel Settore 2 nella zona centro-settentrionale di Dubai, ad est dell'Aeroporto di Dubai. 

## Territorio
Il territorio occupa un'area di 10,5 km² in una zona a est del quartiere di Deira, e dell'aeroporto Internazionale di Dubai. 
L'area è delimitata a nord dalla Al Khawaneej Road (D 89), a est dalla Sheikh Zayed Bin Hamdan Al Nahyan Street (D 54), a sud dalla  Tripoli Street (D 83) e a ovest dal Mushrif Cycling Track che lo separa dal quartiere di Mirdif.
Il quartiere ospita il Mushrif Park, che ne occupa una larga parte.
L'area non è servita dalla Metropolitana di Dubai e anche i trasporti di superficie sono limitati alla Al Khawaneej Road che scorre lungo il limite settentrionale del quartiere. In pratica non vi sono strade interne se non quelle che consentono l'accesso al Mushrif Park.